# 苏珊娜·莫罗
苏珊娜·莫罗·弗朗西斯（英語：Suzanne Morrow Francis，1930年12月14日—2006年6月11日），加拿大女子花样滑冰运动员。她曾代表加拿大参加1948年和1952年冬季奥林匹克运动会花样滑冰比赛，其中1948年冬季奥运会获得一枚铜牌。